# Distretto di Čerkasy
Il distretto di Čerkasy (in ucraino Черкаський район?, Čerkas'kyj rajon) è un distretto nell'oblast' di Čerkasy in Ucraina. Il suo centro amministrativo è la città di Čerkasy. Ha una popolazione di 672 305 abitanti.Čerkasy
Il 18 luglio 2020, in seguito alla riforma amministrativa dell'Ucraina, il numero di distretti dell'oblast' di Čerkasy è stato ridotto a quattro e l'area del distretto di Čerkasy è stata notevolmente ampliata.